# Мадсен, Николай
Николай Мадсен (дат. Nicolaj Madsen; род. 16 июля 1988, Дания, Хаслев) — датский футболист, полузащитник.

## Карьера
31 августа 2018 года Мадсен покинул «Вайле» и вернулся в «ХБ Кёге» в октябре, подписав контракт на оставшуюся часть года.
2 сентября 2019 года было подтверждено, что Мадсен перейдёт в немецкий клуб «Унтерхахинг», и будет в сезоне 2019/2020 играть на правах аренды за «Розенхайм 1860».
12 февраля 2021 года Мадсен перешёл вклуб «Вестри» из Первой лиги Исландии, подписав контракт вместе с соотечественником Каспером Гандрупом. Он вернулся в «ХБ Кёге» на условиях краткосрочной аренды в январе 2022 года, но уже в марте вернулся в «Вестри». 10 марта 2023 года «Вестри» подтвердил, что Мадсен покинул клуб из-за личных проблем.